# Kirschpflaume

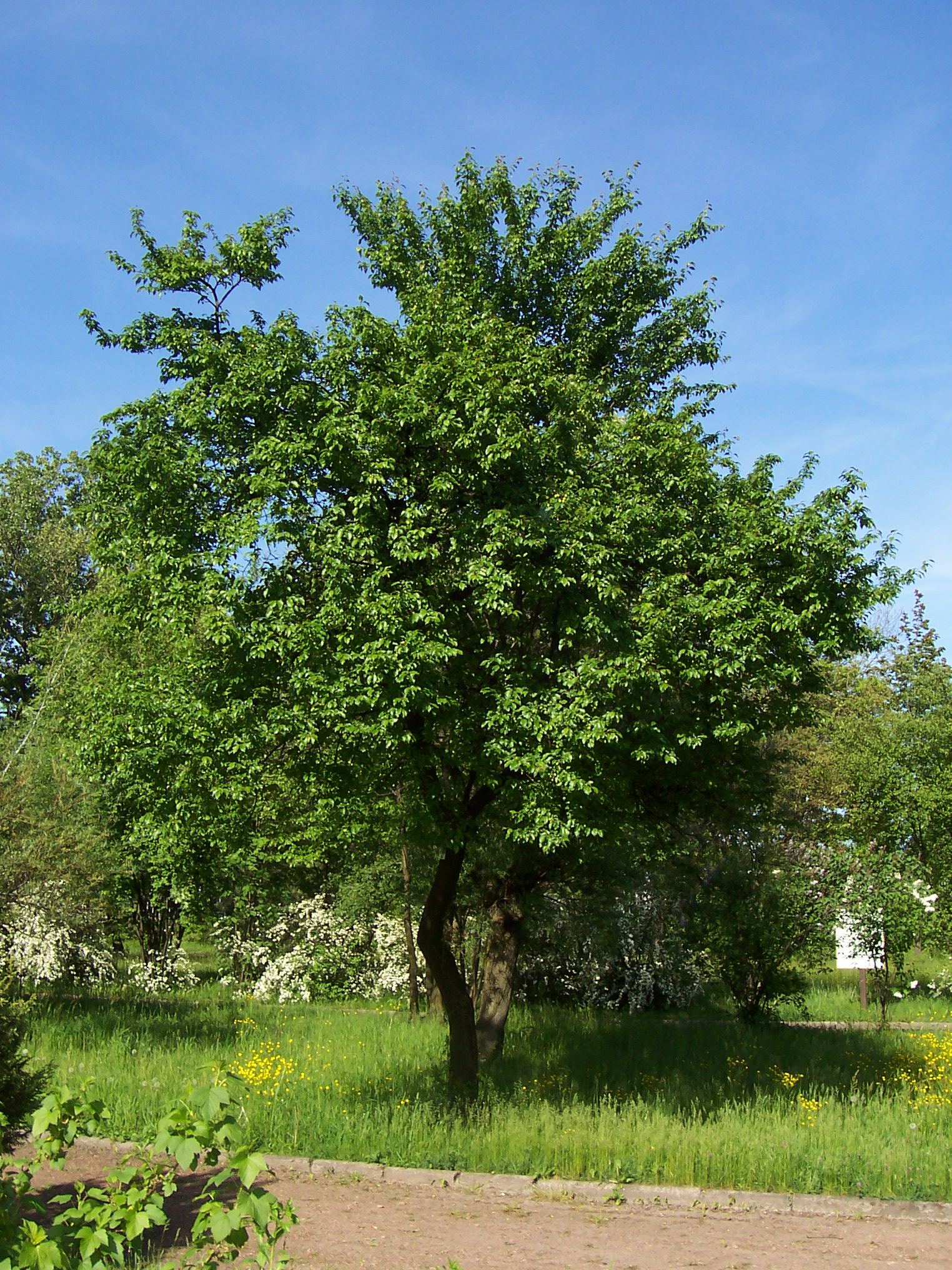
Habitus

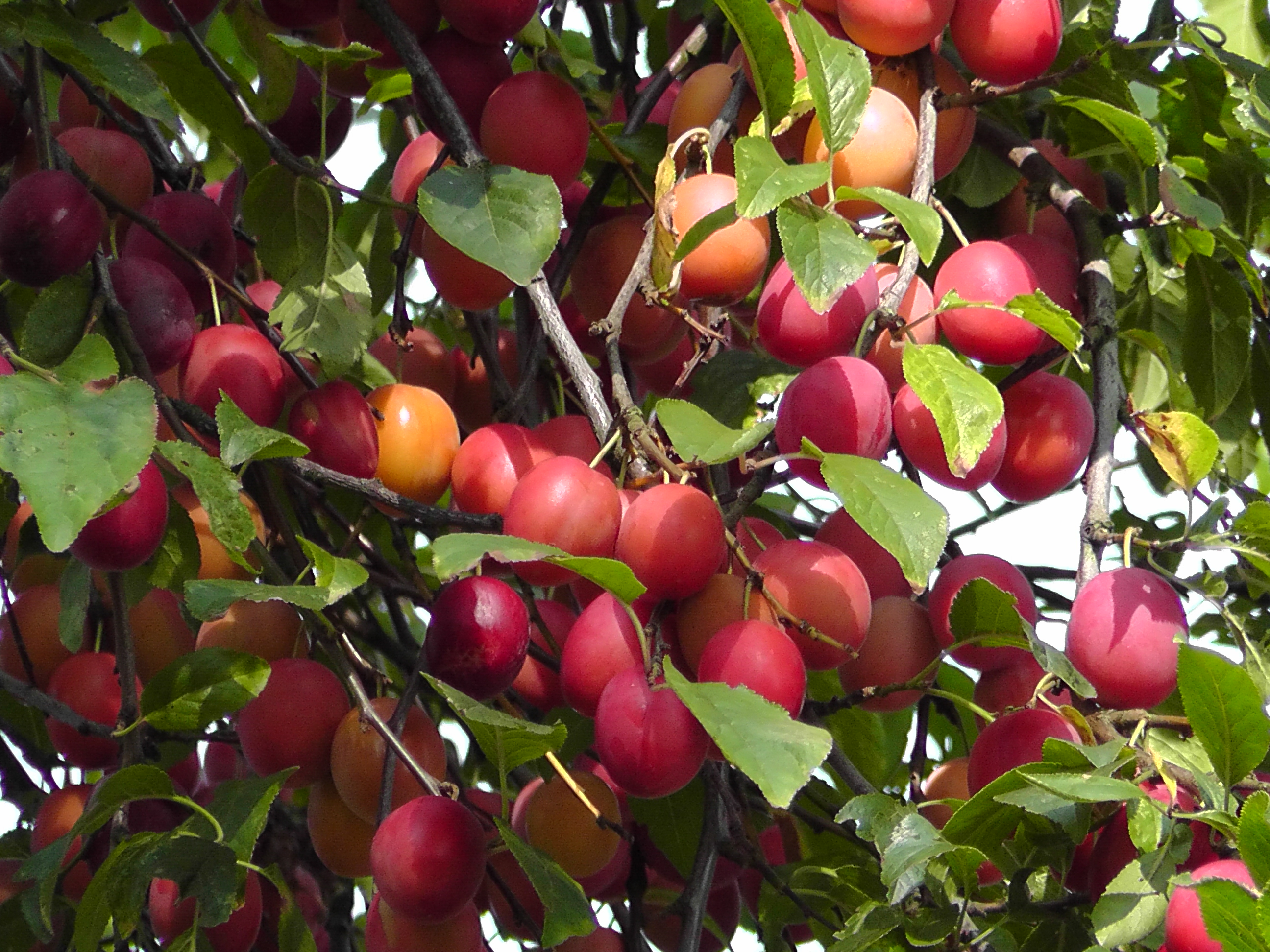
Früchte und Blätter einer roten Sorte

Die Kirschpflaume (Prunus cerasifera), auch Myrobalane und früher auch lateinisch Prunus myrobalana genannt, ist eine Pflanzenart der Gattung Prunus in der Familie der Rosengewächse (Rosaceae). Der je nach Alter und Standort gewachsene Baum oder Strauch trägt essbare Früchte. Bekannt ist die Kirschpflaume regional auch unter dem Namen Türkenkirsche oder Türkische Kirsche, in der pfälzischen Mundart als Därgelkersch, in der sächsisch-ländlichen Mundart als Sterninkel, sowie in der österreichischen Mundart als Kringelbaum. In Schleswig-Holstein ist sie unter dem Begriff Krete bekannt, in Hessen und Nassau auch als Wasserlatsche in Anlehnung an den bei einigen Varietäten eher faden Geschmack. Der bayerische  und steirische Name Kriacherl schließt als Überbegriff für mehrere Pflaumenartige die Kirschpflaume mit ein. Der Baum war bereits bei den Kelten bekannt bzw. soll in Süddeutschland von den Römern eingeführt worden sein.
Kirschpflaumen werden fälschlicherweise oft für Mirabellen gehalten. Sichere Unterscheidungsmerkmale sind bei der Kirschpflaume der sich nicht von selbst vom Fruchtfleisch lösende Stein sowie häufig ein säuerlicher Geschmack des Fruchtfleischs im Bereich um den Stein herum. Identisch ist die Kirschpflaume ebenso nicht mit der  Haferpflaume oder auch mit dem, stellenweise als deren (Haferpflaume) Unterart bezeichneten, aber eher unbekannteren Spilling.
Die Pflaume, der Obstsorten wie Zwetschgen, Edel-Pflaumen und Mirabellen zugeordnet werden, ist ein Additionsbastard – keine einfache Kreuzung – aus Kirschpflaume und Schlehe. Die Zibarte wird manchmal mit der Kirschpflaume verwechselt, sie ist jedoch eine früh entstandene Unterart der Pflaume.

## Vorkommen
Die ursprüngliche Heimat der Kirschpflaume liegt im Balkan und Klein- bis Mittelasien. Sie ist schon seit langer Zeit in Kultur. Die Kirschpflaume wächst in Obstanbaugebieten verbreitet verwildert an Straßenrändern, Waldrändern und Bächen sowie in aufgegebenen Obstplantagen. Besonders rotblättrige Zuchtformen dienen als Zierpflanzen in Gärten und Parks.

## Beschreibung
Die laubabwerfende Kirschpflaume wächst als niedriger, breiter Baum oder Strauch und kann Wuchshöhen von 5 bis über 8 Meter erreichen. Meist wird eine mehrstämmige Krone ausgebildet. Der recht vielgestaltige Wuchs ähnelt dem der Haferpflaume. Meist hängen die leicht verkahlenden Langtriebe stark über. Die Wuchsform von Kirschpflaumen lässt sich durch gezieltes Stutzen relativ einfach beeinflussen; beim Kauf ist darauf zu achten, dass eine Pflanze gewählt wird, die bereits eine baumartige bzw. strauchartige Form aufweist. Die Rinde der Zweige ist grün, manchmal sind Dornen vorhanden.
Die gestielten, elliptischen oder verkehrt-eiförmigen bis eiförmigen, spitzen bis stumpfen Laubblätter sind einfach bis doppelt gesägt oder gekerbt, etwa 3 bis 7 cm lang und 2 bis 3,5 cm breit. Sie sind auf der kahlen Oberseite glänzend dunkelgrün, auf der Unterseite matt und heller sowie auf den Adern etwas behaart. Der rötlichgrüne Blattstiel ist etwa 1 cm lang.
Die meist einzeln stehenden, kurz vor den Blättern erscheinenden Blüten weisen einen Durchmesser von 2 bis 2,5 cm auf, sind weiß, innen schwach rosa und stark duftend. Die Kirschpflaume blüht sehr früh, in der Regel zugleich mit Mandelbäumen und eine Woche bis zwei Wochen vor der Schlehe. Wo sie in größerer Zahl vorkommt, schmückt sie als erste die Landschaft mit weißer Blütenpracht. Sie ist deshalb auch eine wichtige Nahrungsquelle für früh fliegende Insekten.

### Früchte

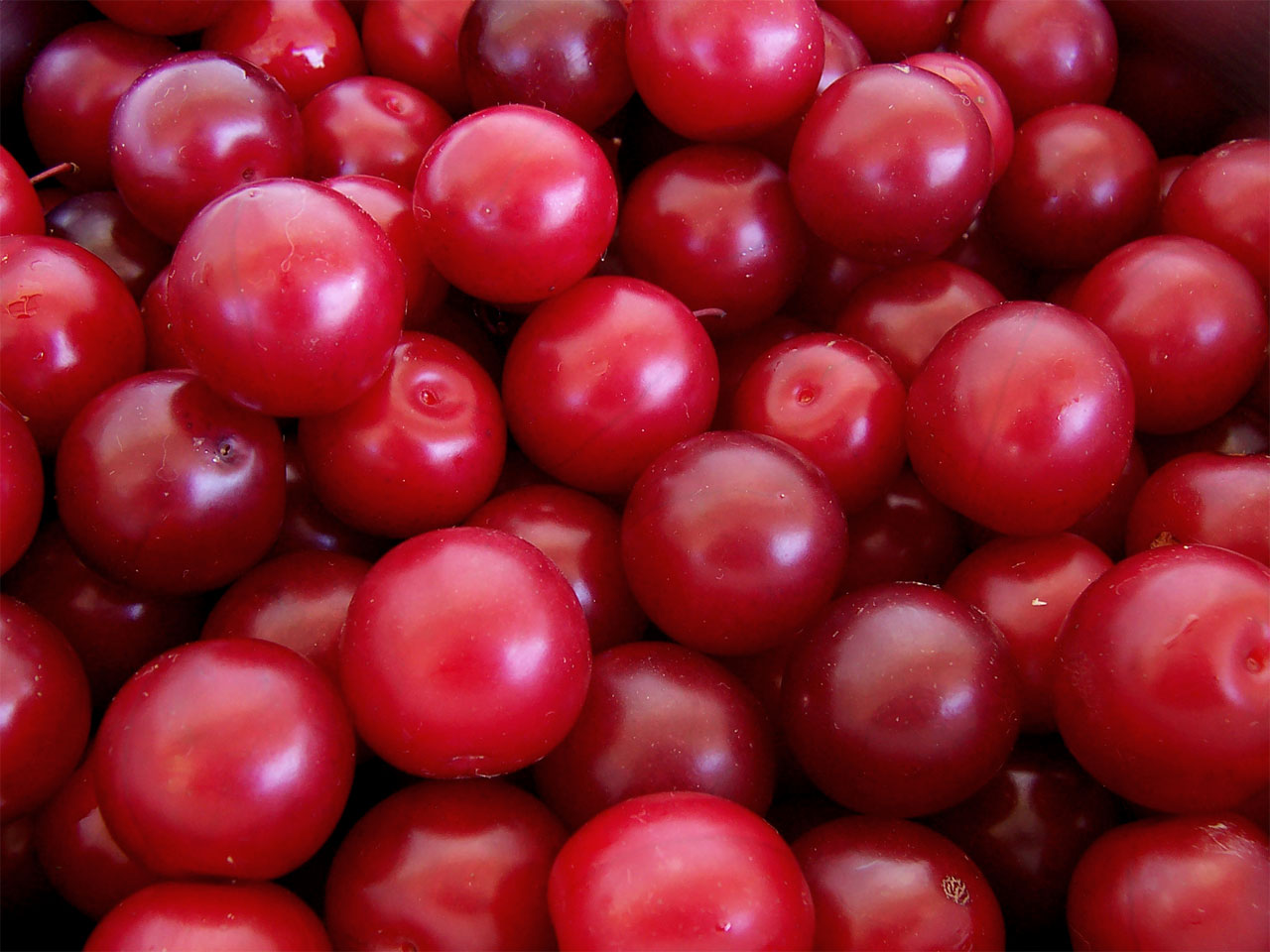
Früchte einer roten Sorte

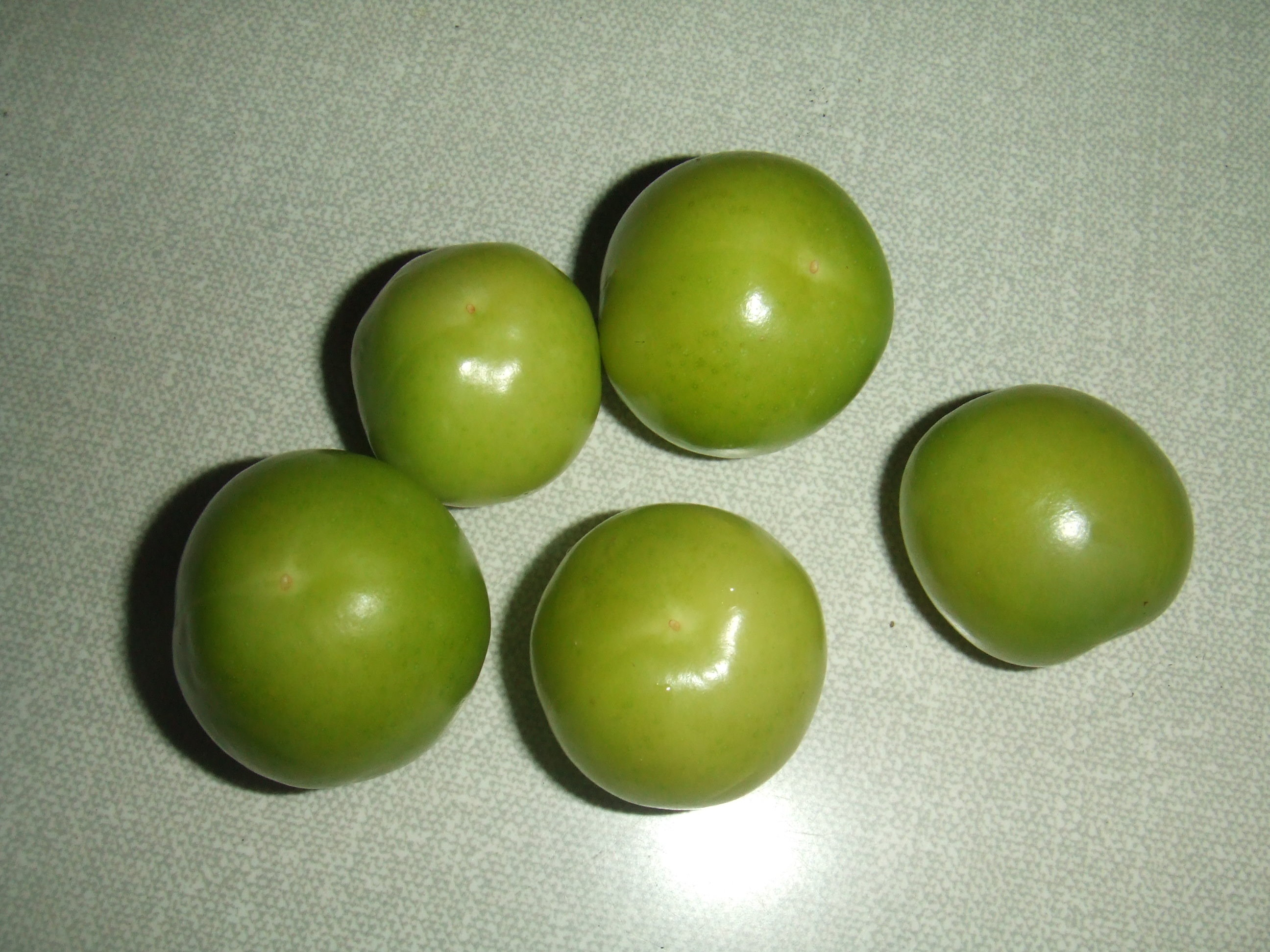
Unreife, grüne Früchte (Can Erik)

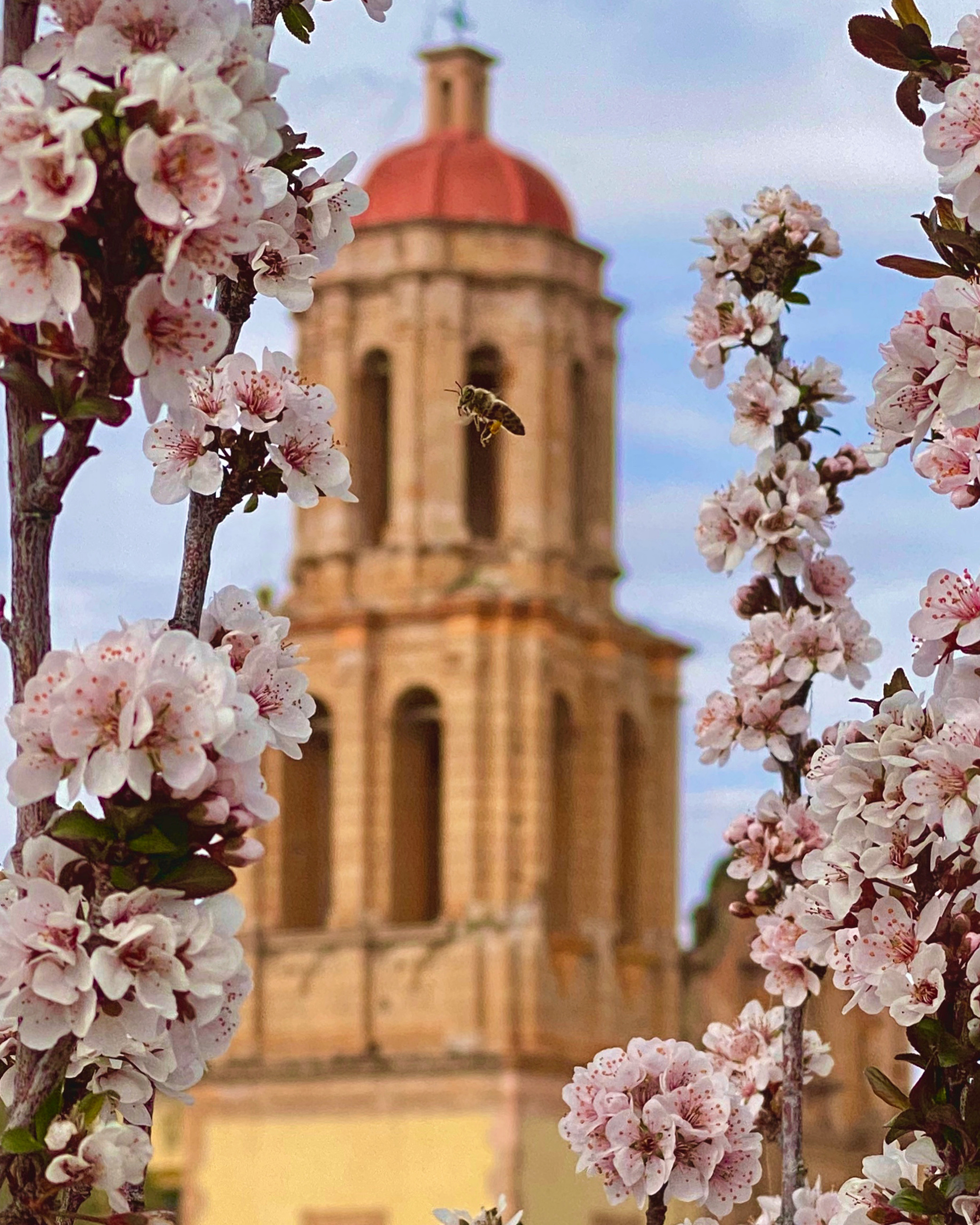
Rosa Blüten der Zuchtform

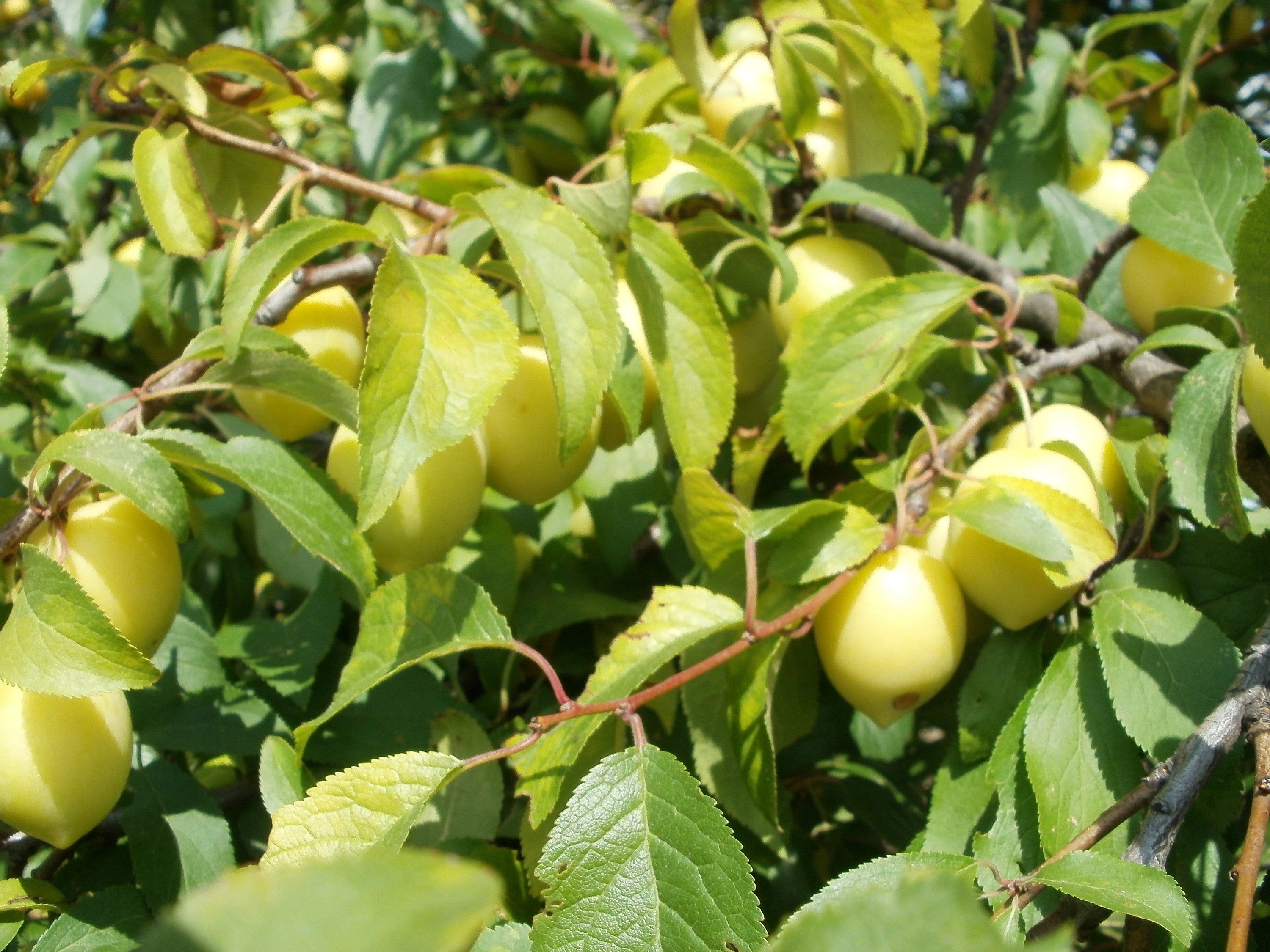
Früchte und Blätter einer gelben Sorte

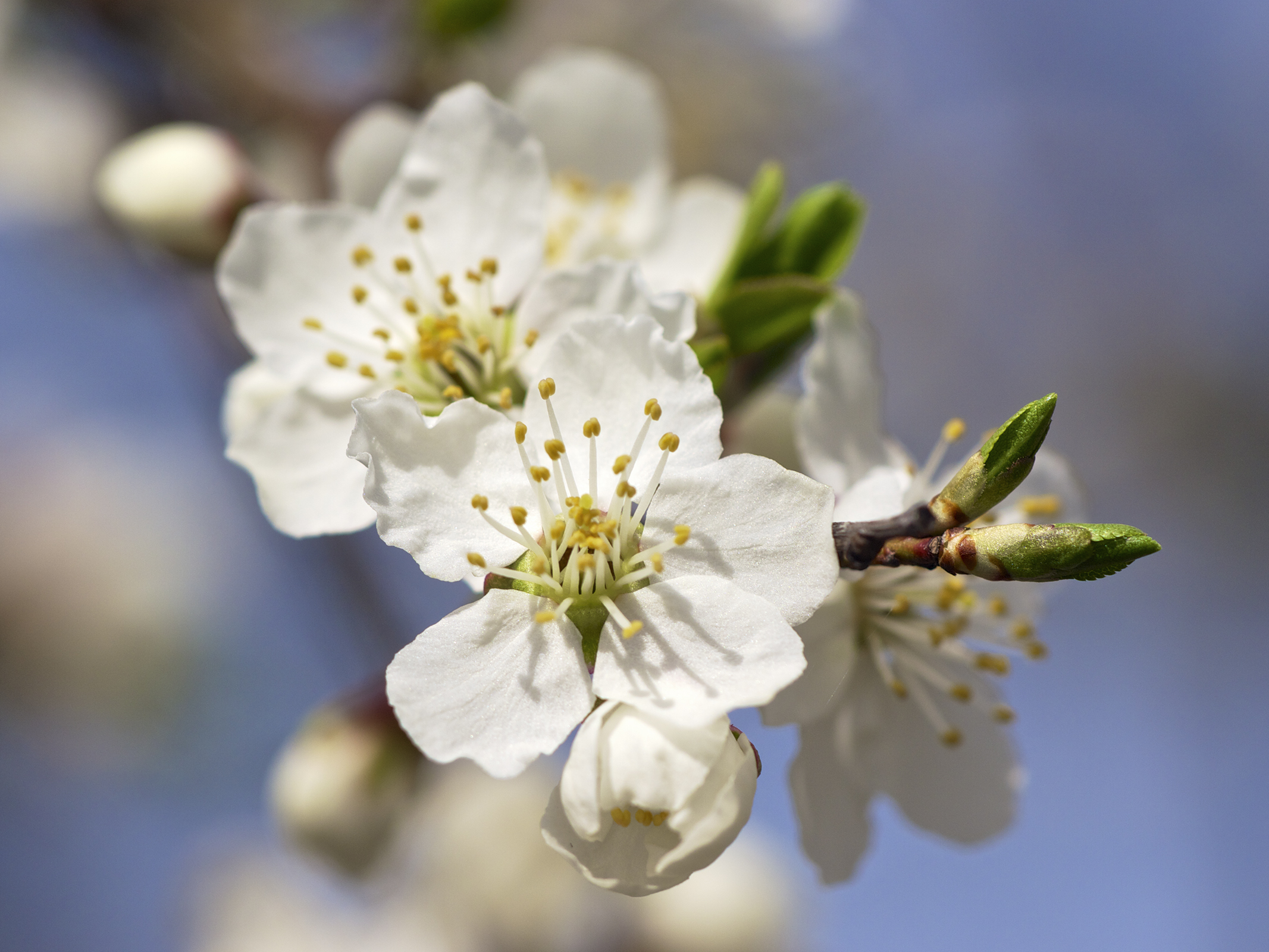
Jüngere Blüten

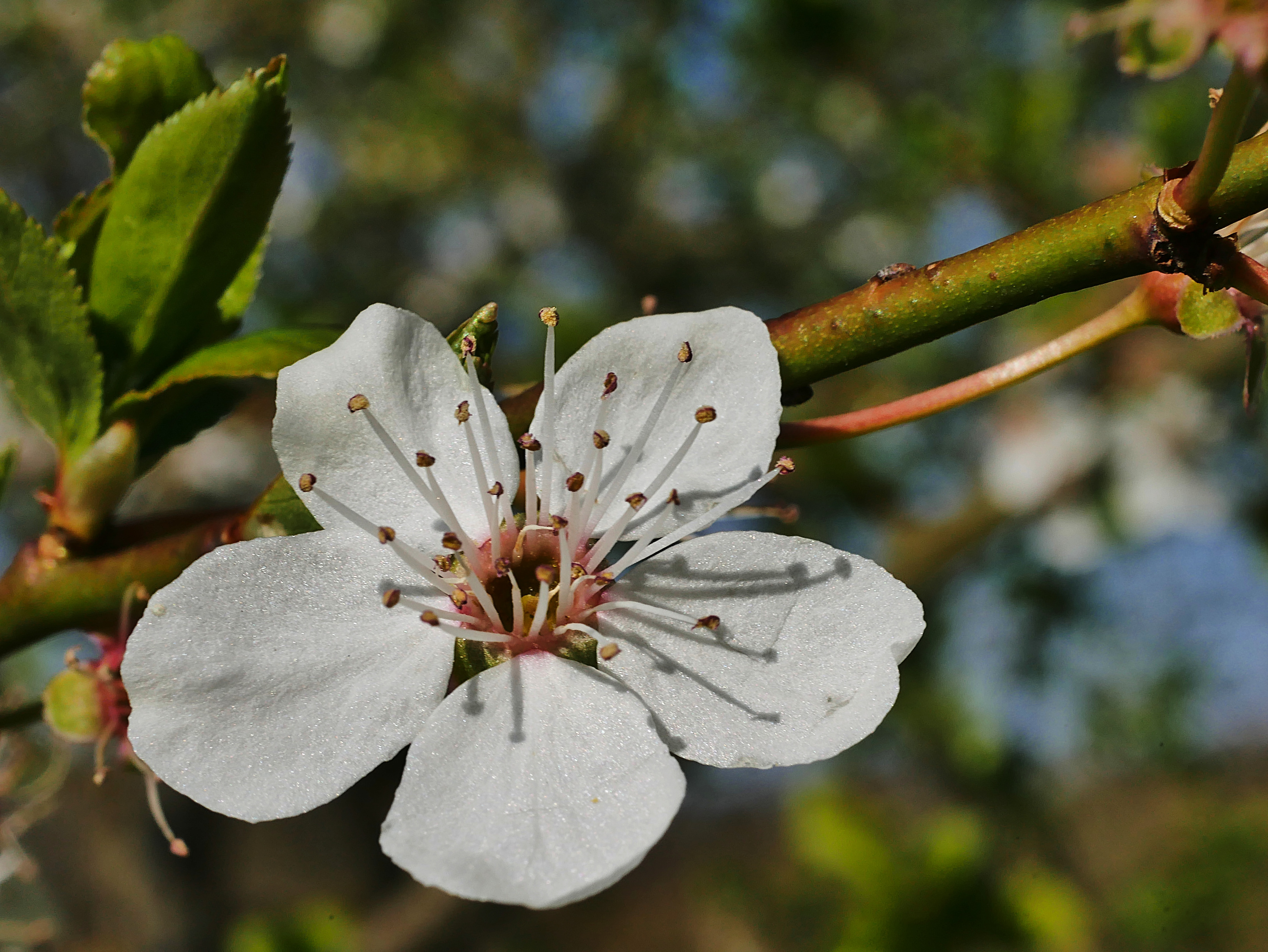
Ältere Blüte im Freilichtmuseum Roscheider Hof

Die kugeligen Steinfrüchte weisen einen Durchmesser von etwa 2 bis 3 cm auf, also etwa mit Mirabellen oder Haferpflaumen vergleichbar. Die Früchte reifen früh, teilweise schon im Juni und im Juli mit einzelnen nachreifenden Sorten. Die essbaren Früchte sind entweder gelb bis kirschrot oder blauviolett. Das Fruchtfleisch ist unter der Haut und nahe dem Kern, der sich schwer lösen lässt, manchmal sauer, ansonsten meist wässrig und fade, vereinzelt sogar süß und aromatisch, vor allem bei den reifen, weicheren Früchten. Jedoch sind die vorkommenden Varietäten sowohl in Aussehen als auch vom Geschmack her äußerst vielfältig.

### Chromosomenzahl
Die Chromosomenzahl beträgt 2n = 16.

### Verwendung
In türkischen Obst- und Gemüsemärkten werden die noch grünen, unreifen Früchte als Can eriği (Can Erik) zum Frischverzehr verkauft. In der georgischen Küche wird die aus gekochten Kirschpflaumen hergestellte Würzsoße Tqemali verwendet. Ähnlich sind die größeren Früchte von Prunus vachuschtii aus dem Südkaukasus, die lokal verwendet werden.
Da die Haut der Kirschpflaume sauerkochend ist, kann man aus ihr eine süß-saure Marmelade herstellen. Weil es sich bei der Kirschpflaume um eine bisher kaum von Züchtern bearbeitete Art handelt, von der auch selten brauchbarere Individuen selektiert worden sind, sollte man keine hohen Erwartungen an den Geschmack haben. Die Früchte sind meistens zuerst sauer und werden bei Vollreife schnell mehlig.

## Zuchtsorten
Vor allem da zur Gewinnung von Veredelungsunterlagen verschiedene Sippen miteinander gekreuzt wurden, entstand mittlerweile eine große Sortenvielfalt. Rotblättrige Sorten werden allgemein als Blutpflaume bezeichnet; sie gelten als Zier- und nicht als Obstpflanzen, obwohl die Früchte grundsätzlich essbar und zu Marmeladen verwertbar sind. Hier eine Auswahl:
- 'Atropurpurea': Diese Sorte wurde etwa um 1880 aus Persien zunächst nach Frankreich eingeführt. Die Blätter sind größer als beim Typ; sie sind rotbraun gefärbt; die Tönung verblasst allerdings im Jahresverlauf etwas. Die 2 cm breiten Blüten sind weiß mit allenfalls ganz leichtem Rosaton; sie erscheinen vor den Blättern im April. Die purpurroten Früchte sind 3 cm groß und kugelig.
- 'Nigra': Diese um 1916 aus den USA eingeführte Form hat tief schwarzrote Blätter, die auch im Herbst ihren satten Farbton behalten. Die Blüten sind rosa.

Es gibt auch eine schwachwüchsige Zwergblutpflaume (Prunus × cistena); es handelt sich hierbei um eine Hybride aus Prunus pumila und Prunus cerasifera 'Atropurpurea'.

## Kirschpflaume im Wandel der Jahreszeiten

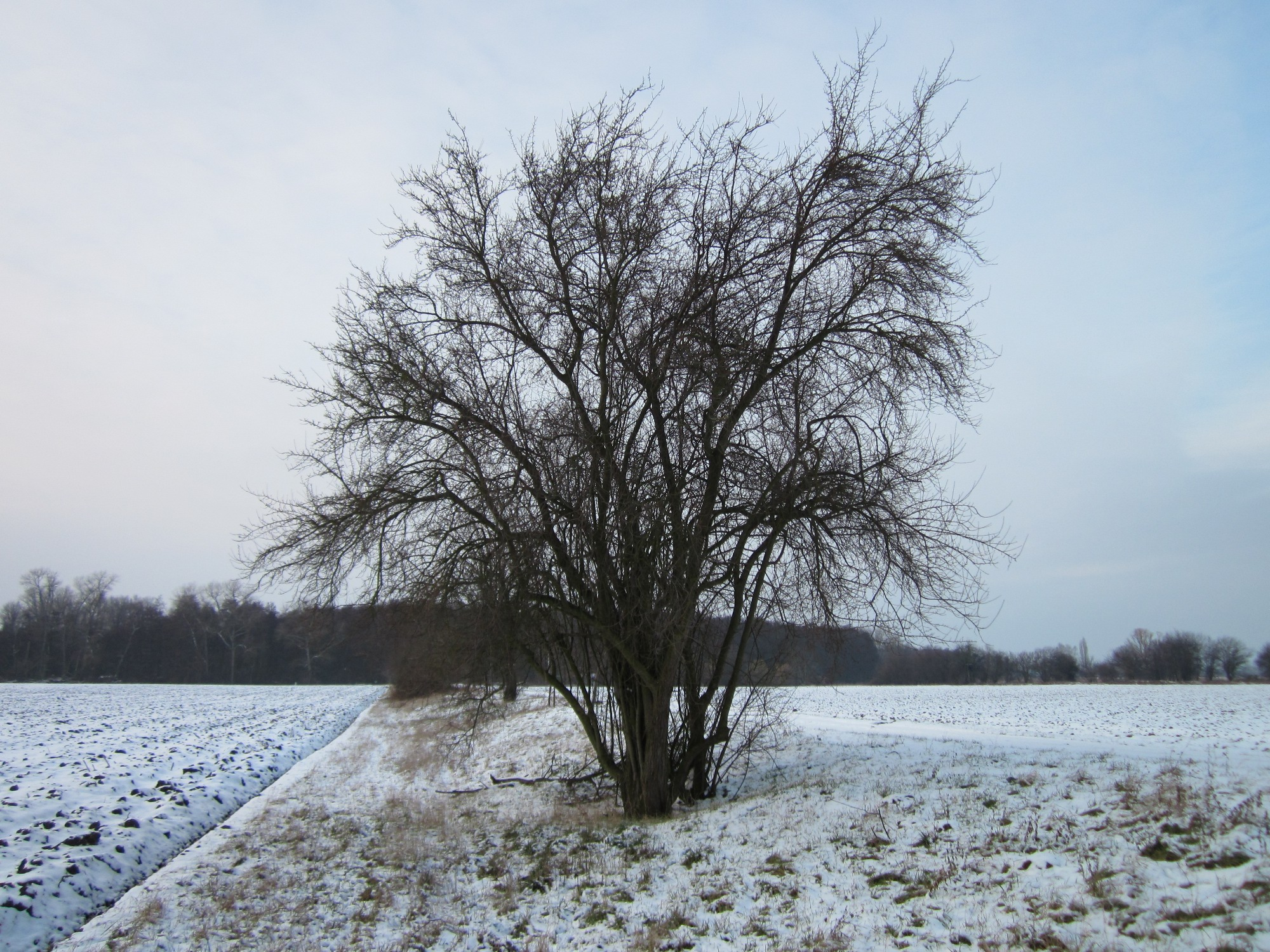
Januar
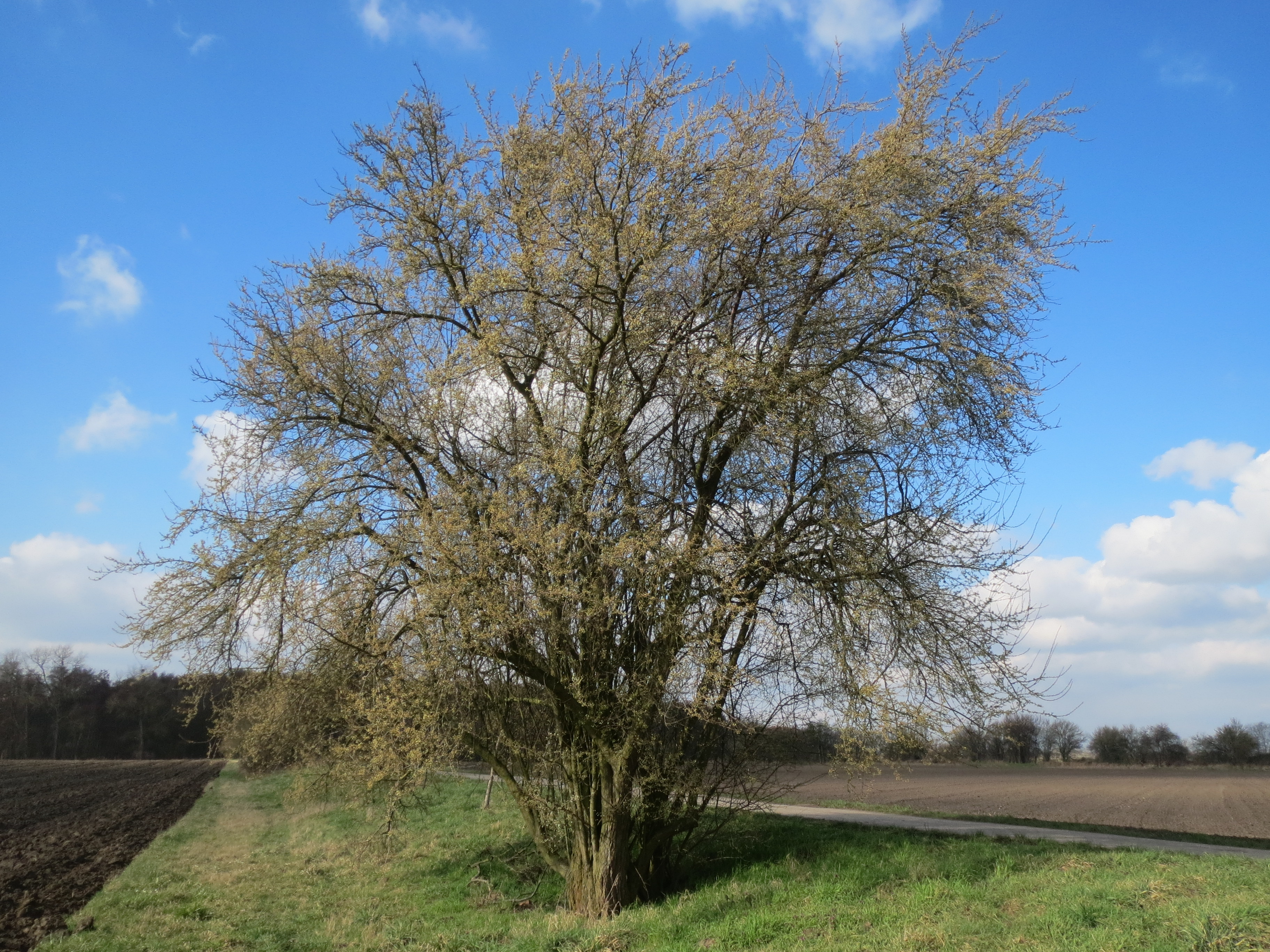
März
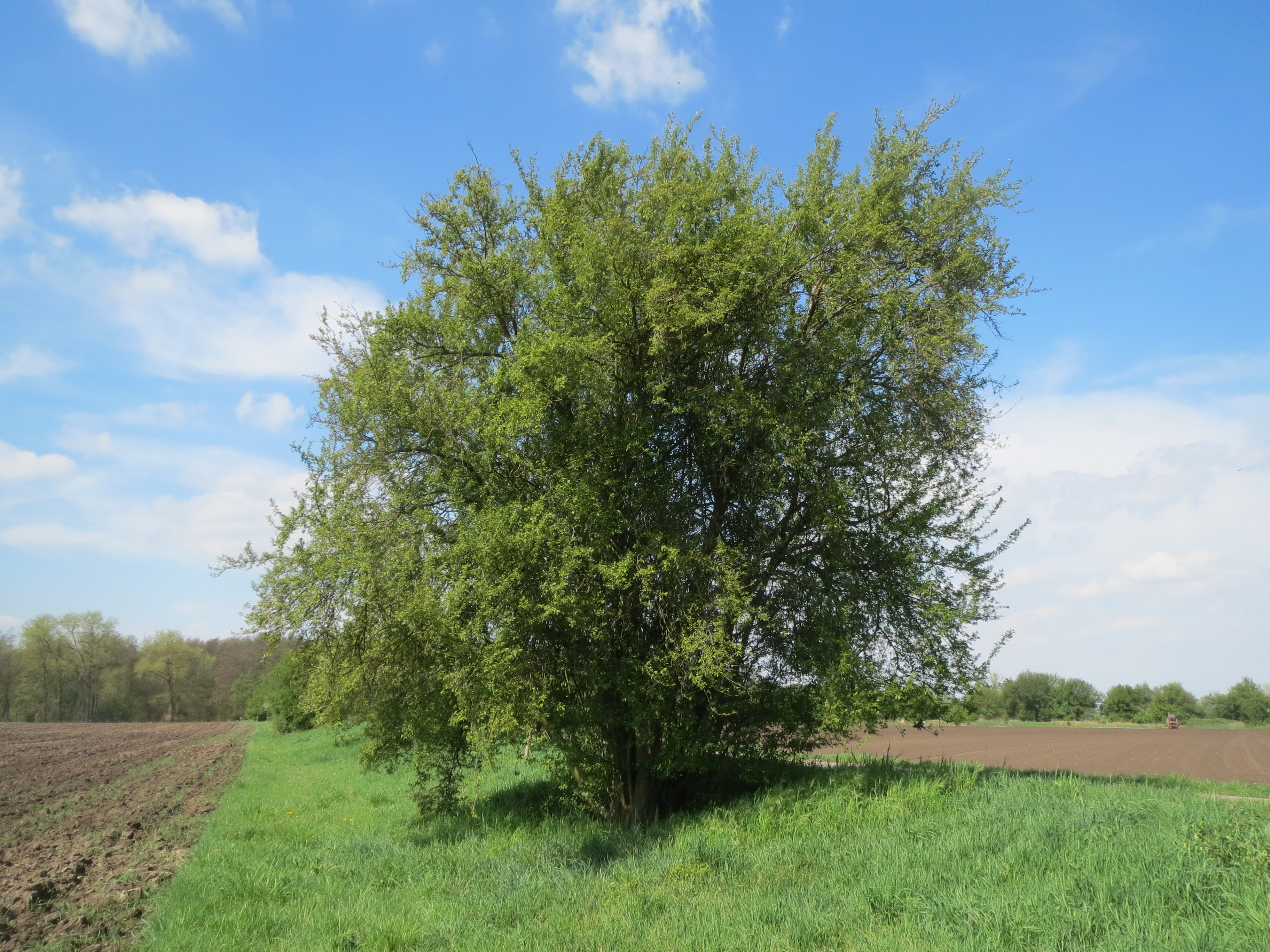
April
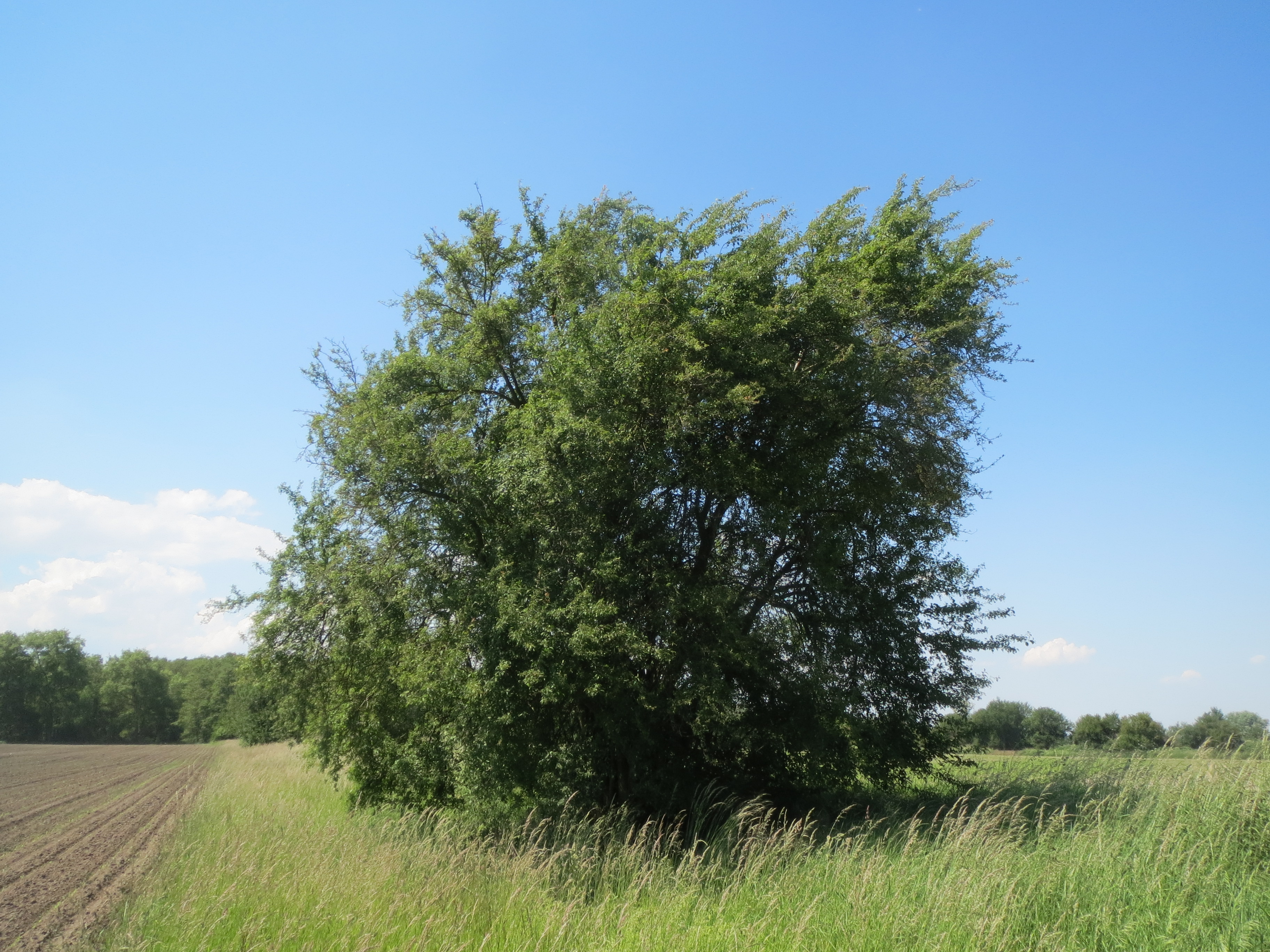
Mai
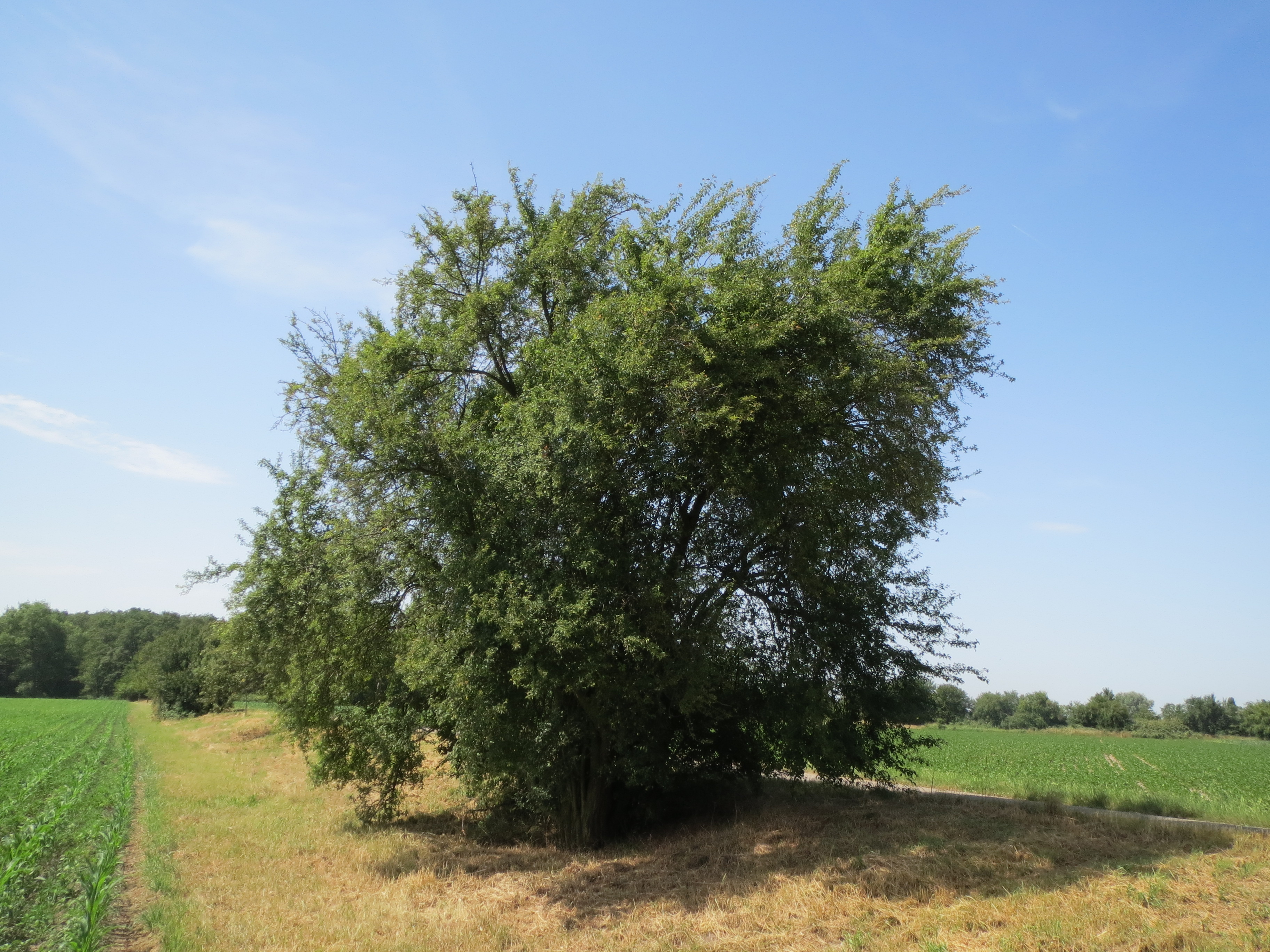
Juni
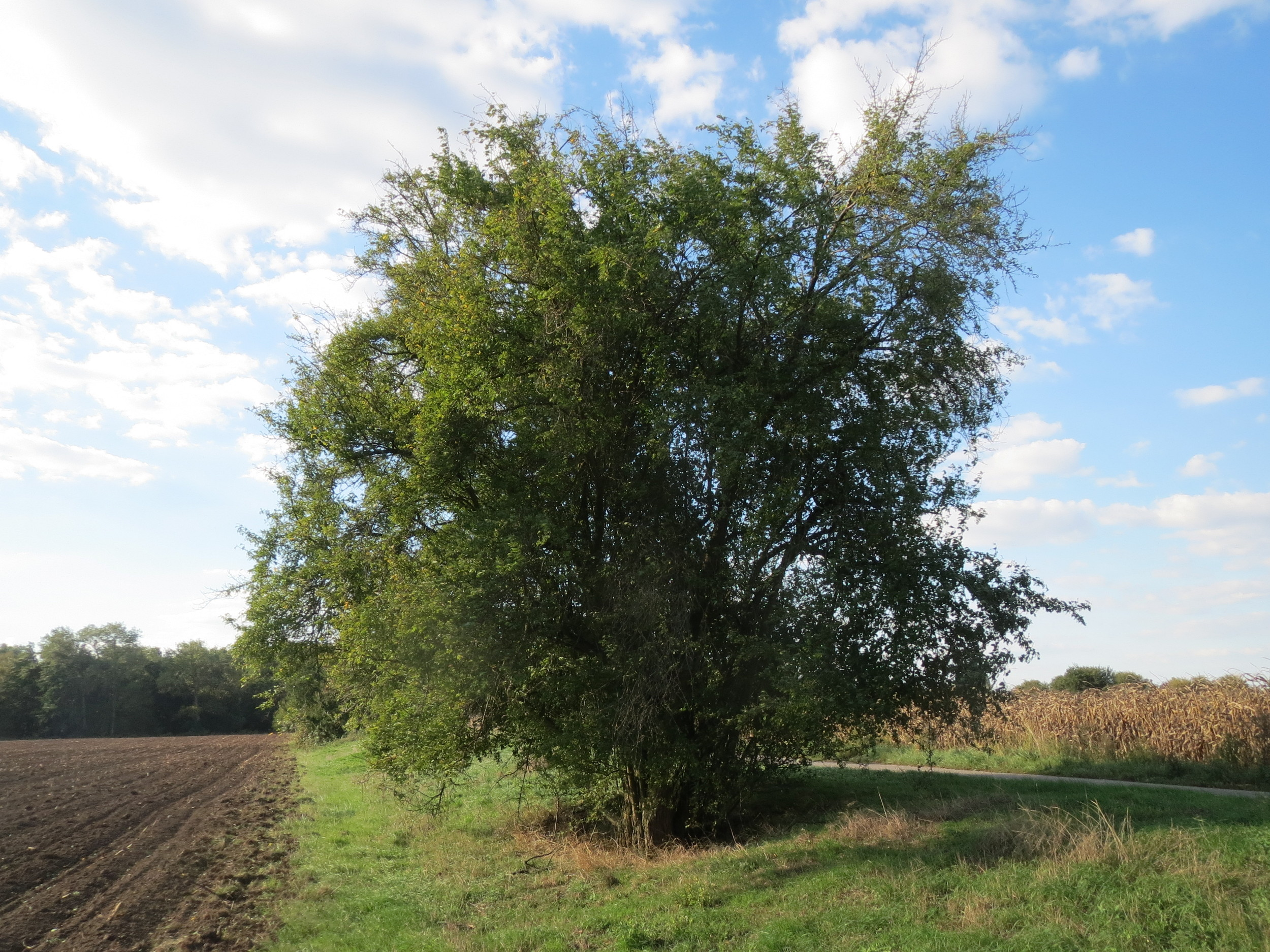
September
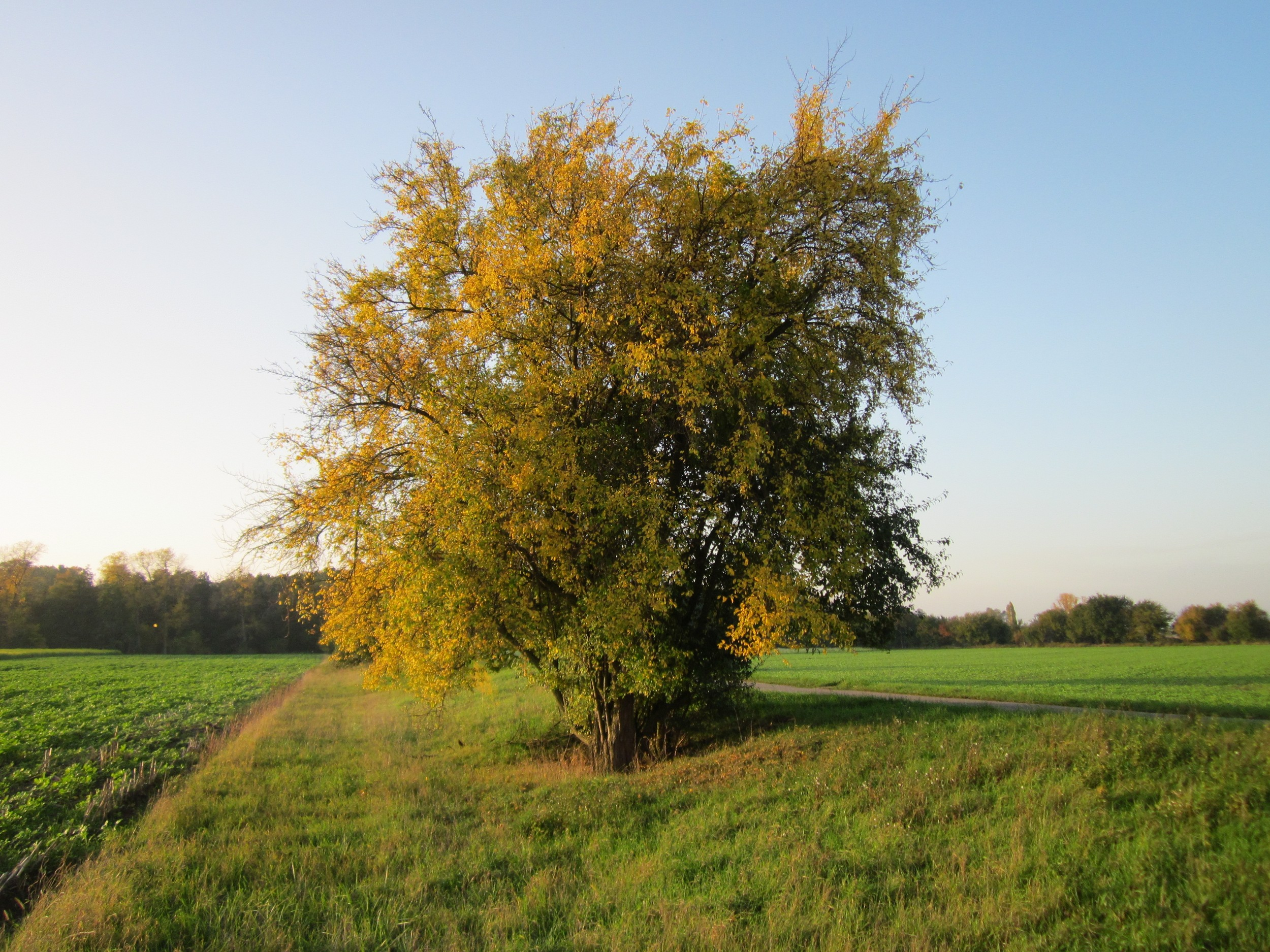
Oktober
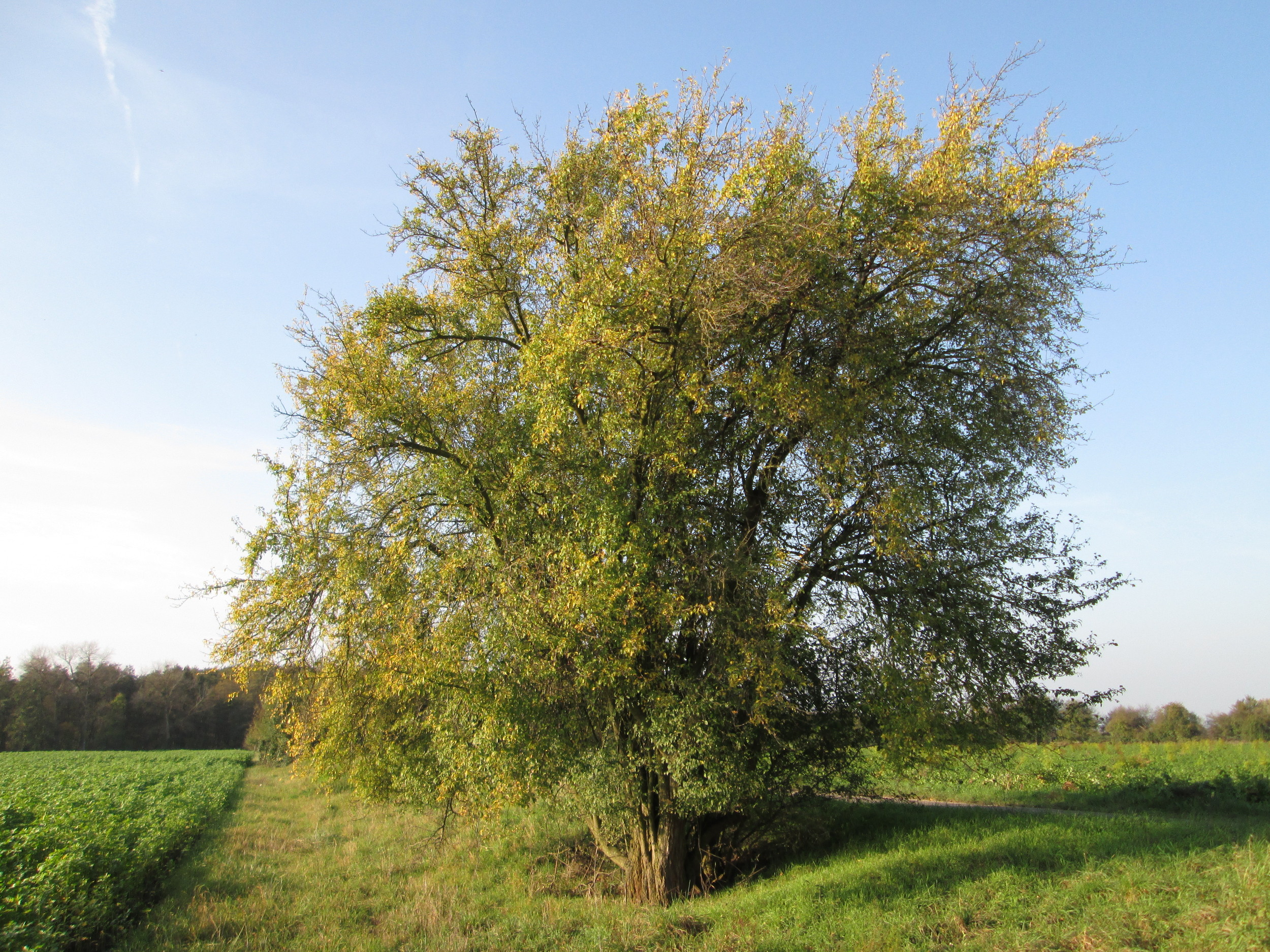
November